# Intempol
Intempol (Polícia Internacional do Tempo) é o projeto de um universo compartilhado de ficção científica, a respeito de uma polícia temporal com características brasileiras. Surgiu em 1998, com o conto Eu Matei Paolo Rossi, de Octavio Aragão, publicado na antologia Outras Copas, Outros Mundos pela editora Ano-Luz. 
Em 2000 foi publicado o primeiro livro, Intempol – Uma Antologia de Contos sobre Viagens no Tempo, com os contos de Octavio Aragão, Lúcio Manfredi, Jorge Nunes, Osmarco Valladão, Carlos Orsi Martinho, Paulo Elache, Fábio Fernandes e Gerson Lodi-Ribeiro. A Revanche da Ampulheta publicado por Fabio Fernandes pela editora Ano-Luz em 2001, recebeu o Prêmio Argos na Categoria Ficção no mesmo ano. Em 2002, foi aberto um portal na internet onde se podem ler contos, experimentos em histórias em quadrinhos como a webcomic A Mortífera Maldição da Múmia (adaptação de um conto de  Carlos Orsi Martinho por Rodrigo Martins, Carlos Felipe Figueiras, Gustavo Novaes e Felipe Moura), entrevistas com escritores estrangeiros de ficção científica e terror desconhecidos no Brasil e notícias variadas sobre o projeto, além de outros tópicos relacionados.
Em 2005, foi publicado pela editora Comic Store, o primeiro álbum em quadrinhos baseado em um conto da série, The Long Yesterday, de Osmarco Valladão, com ilustrações de Manoel Magalhães, a HQ apresenta Timothy "Lace" O'Malley, um detetive particular hard boiled criado por Valladão. O traço de Magalhães se inspirou no estilo europeu conhecido como linha clara. Um suplemento para o RPG, Mini-GURPS foi anunciado pela Devir e logo depois para Opera, porém nenhuma das duas tentativas chegaram a ser publicadas. Em 2006, The Long Yesterday concorreu ao Prêmio HQ Mix, como melhor álbum especial, e seus autores foram incluídos nas categorias Melhor Roteirista e Melhor Artista Revelação. Ainda em 2006, a revista Wizard Brasil nº 31 publica Belvedere Blues, uma história protagonizada por O'Malley produzida pela dupla.
Em 2012, foi publicado pela Editora Draco a graphic novel intitulada Para Tudo se Acabar na Quarta-Feira, com roteiro de Octavio Aragão e arte de Manoel Ricardo. Em 2013, pela mesma editora o romance de Octavio Aragão nesta ambientação, Reis de Todos os Mundos Possíveis, foi lançado a Bienal do Livro do Rio de Janeiro.
Em dezembro de 2021, a editora Caligari lançou a antologia em quadrinhos Intempol – Agora, por Octávio Aragão, Carlos Hollanda, Manoel Magalhães, Letícia Pusti, Marsal Branco, Osmarco Valadão, Lidiane Cordeiro, Manel Fogo, Bianca Bernardi, Edgar Franco e capa de Leo. Já em 2024, uma nova antologia em quadrinhos foi lançada, intitulada  Intempol – Agora (volume 2), com trabalhos de Mig Mendes, Ana Recalde, Lúcio Manfredi, Will Tom, Carlos Hollanda, Alex Mandarino, Hamilton Kabuna, Mariana Queiroz, André Flauzino, Luiz Felipe Vasques, Rubens Ângelo, Luma Rodrigues, Alexandre Soares e com a capa assinada por Ricardo Leite e Osmarco Valladão. No mesmo ano, The Long Yesterday, de Osmarco Valladão e Manoel Magalhães é relançado em inglês. A HQ foi toda redesenhada por Magalhães. Valladão também lança Lace O'Malley:  Agente Temporal, uma antologia de contos estrelada por Lace O'Malley, o livro traz as versões originais de Belvedere Blues e The Long Yesterday.
Em 2025, Tupiniquins – Mato Virgem foi publicada através de campanha no Catarse, como uma HQ onde a boneca Emília é a protagonista que, após reunir uma equipe com os personagens da literatura brasileira: Policarpo Quaresma, de Triste Fim de Policarpo Quaresma de autoria de Lima Barreto; Peri, do romance O Guarani e Martim, de Iracema, ambos de José de Alencar e Macunaíma, do livro homônimo do escritor Mário de Andrade — busca resgatar seus amigos do Sítio do Picapau Amarelo que foram capturados pela Intempol. A revista foi criada, roteirizada e editada por Carlos Felipe Figueiras em uma adaptação do conto Tupiniquins de sua autoria, enquanto que as ilustrações ficaram a cargo de Michele Nunes e as cores por Rod Fernandes. Também possui conteúdo paradidático, com informações relevantes sobre cada obra original usada na publicação.

## Publicações
| Tìtulo                              | Editora                   | Lançamento | Detalhes |
| ----------------------------------- | ------------------------- | ---------- | --- |
| Intempol                            | Ano-Luz                   | 2001       | Contos de Octavio Aragão, Lúcio Manfredi, Jorge Nunes, Osmarco Valladão, Carlos Orsi Martinho, Paulo Elache, Fábio Fernandes e Gerson Lodi-Ribeiro, Eu Matei Paolo Rossi de Octávio Araão foi publicado dois anos antes na antologia Outras copas, outros mundos |
| Para Tudo se Acabar na Quarta-feira | Tecnofantasia             | 2007       | Conto de Octavio Aragão publicando em na antologia portuguesa Por Universos Nunca Dantes Navegados, Luís Filipe Silva (org.), Portugal |
| Reis de Todos os Mundos Possíveis   | Editora Draco             | 2012       | Romance de Octavio Aragão |
| Lace O'Malley - Agente Temporal     | Osmarco Valladão/Tusitala | 2024       | Antologia de contos de Osmarco Valladão, contendo as versões em prosa de The Long Yesterday e Belvedere Blues |

| Título                              | Editora              | Data | Detalhes |
| ----------------------------------- | -------------------- | ---- | --- |
| A Mortífera Maldição da Múmia       | não tem              | 2002 | Webcomic, adaptação de um conto de Carlos Orsi Martinho por Rodrigo Martins, Carlos Felipe Figueiras, Gustavo Novaes e Felipe Moura |
| The Long Yesterday                  | Comic Store          | 2005 | Baseado no conto de Osmarco Valladão, roteiro do próprio autor com ilustrações de Manoel Magalhães |
| Belvedere Blues                     | Panini Comics Brasil | 2006 | Baseado no conto de Osmarco Valladão, roteiro do próprio autor com ilustrações de Manoel Magalhães, publicada na revista Wizard Brasil |
| Para Tudo se Acabar na Quarta-feira | Editora Draco        | 2012 | Baseada no conto de mesmo nome, roteiro de Octavio Aragão e arte de Manoel Ricardo |
| Intempol – Agora                    | Caligari             | 2021 | Quarinhos de Octávio Aragão, Carlos Hollanda, Manoel Magalhães, Letícia Pusti, Marsal Branco, Osmarco Valadão, Lidiane Cordeiro, Manel Fogo, Bianca Bernardi, Edgar Franco e capa de Leo                                                                                            |
| The Long Yesterday                  | Markosia Enterprises | 2024 | Nova versão da graphic novel de Osmarco Valladão, com ilustrações de Manoel Magalhães, toda adaptada para o inglês |
| Intempol – Agora (vol. 2)           | Infinitum            | 2024 | Trabalhos de Mig Mendes, Ana Recalde, Lúcio Manfredi, Will Tom, Carlos Hollanda, Alex Mandarino, Hamilton Kabuna, Mariana Queiroz, André Flauzino, Luiz Felipe Vasques, Rubens Ângelo, Luma Rodrigues, Alexandre Soares e com a capa assinada por Ricardo Leite e Osmarco Valladão. |